# Dahana (Gunung Sitoli)
Dahana is een bestuurslaag in het regentschap Gunungsitoli van de provincie Noord-Sumatra, Indonesië. Dahana telt 1004 inwoners (volkstelling 2010).